# Sog (fiume)
Il Sog è uno dei principali fiumi in termini di portata d'acqua dell'Islanda. La sua portata media è di 110 m³/s.
Nasce dal lago Þingvallavatn e scorre per 21,9 km prima di confluire assieme al fiume Hvítá dando forma al fiume Ölfusá che dopo un percorso di altri 25 km si getta nell'Oceano Atlantico.
Ci sono tre centrali idroelettriche di una certa dimensione lungo il corso del fiume: Ljósafossstöð (15 MW), Írafossstöð (48 MW) e Steingrímsstöð (27 MW).
Lungo il percorso del fiume ci sono due laghi: il lago Úlfljótsvatn e il lago di Álftavatn.